# Božikovina
Božikovina (božika,lat. Ilex) je rod dvosupnica (Ilex) s preko 600 vrsta vazdazelenog grmlja i drveća koji čine samostalnu porodicu božikovinovke (Aquifoliaceae) i redu Aquifoliales. 

## Etimologija
Latinsko ime porodice (Aquifoliaceae) dolazi po latinskoj riječi 'acus' (igla) i folium (list), a odnosi se na stari rimski naziv za česminu (ilex), i to zbog sličnosti s listovima česmine. Vrsta Ilex aquifolium je božikovina, a Quercus ilex, hrast crnika ili česmina, koji pripada porodici bukovke (Fagaceae)

## Opis
U Hrvatskoj i Europi raste samo vrsta I. aquifolium, ali rod je prisutan širom svijeta po suptropskim i tropskim krajevima, ali i u umjerenom pojasu. Plodovi božikovine su otrovni i izazivaju povraćanje i proljeve, ali su neke njezine vrste igrale važnu ulogu u životu američkih domorodaca, kao Ilex guayusa kod Achual Indijanaca i Ilex vomitoria kod Timucua, koji su je nazivali 'casino' i radili iz nje crno piće (black drink) u svojim ceremonijama.
- list Ilex aquifoliuma
- list Quercus ilexa

## Rod i vrste
1. Ilex abscondita
2. Ilex aculeolata
3. Ilex acutidenticulata
4. Ilex affinis
5. Ilex aggregata
6. Ilex altiplana
7. Ilex amazonensis
8. Ilex ambigua
9. Ilex amelanchier
10. Ilex ampla
11. Ilex amplifolia
12. Ilex amygdalina
13. Ilex andicola
14. Ilex angulata
15. Ilex angustissima
16. Ilex annamensis
17. Ilex anodonta
18. Ilex anomala
19. Ilex antonii
20. Ilex apicidens
21. Ilex apiculata
22. Ilex apiensis
23. Ilex aquifolium
24. Ilex aquipernyi
25. Ilex aracamuniana
26. Ilex archboldiana
27. Ilex archeri
28. Ilex ardisiifrons
29. Ilex argentina
30. Ilex arimensis
31. Ilex arisanensis
32. Ilex arnhemensis
33. Ilex asperula
34. Ilex asprella
35. Ilex atabapoensis
36. Ilex atrata
37. Ilex attenuata
38. Ilex auricula
39. Ilex austrosinensis
40. Ilex azuensis
41. Ilex baasiana
42. Ilex bahiahondica
43. Ilex barahonica
44. Ilex bartlettii
45. Ilex belizensis
46. Ilex berteroi
47. Ilex bidens
48. Ilex bioritsensis
49. Ilex biserrulata
50. Ilex blancheana
51. Ilex blanchetii
52. Ilex bogorensis
53. Ilex boliviana
54. Ilex borneensis
55. Ilex brachyphylla
56. Ilex brandegeeana
57. Ilex brasiliensis
58. Ilex brevicuspis
59. Ilex brevipedicellata
60. Ilex buergeri
61. Ilex bullata
62. Ilex buxifolia
63. Ilex buxoides
64. Ilex canariensis
65. Ilex cardonae
66. Ilex casiquiarensis
67. Ilex cassine
68. Ilex cauliflora
69. Ilex celebensis
70. Ilex celebesiaca
71. Ilex centrochinensis
72. Ilex cerasifolia
73. Ilex chamaebuxus
74. Ilex chamaedryfolia
75. Ilex championii
76. Ilex chapaensis
77. Ilex chartacifolia
78. Ilex chengbuensis
79. Ilex chengkouensis
80. Ilex cheniana
81. Ilex chevalieri
82. Ilex chimantaensis
83. Ilex chinensis
84. Ilex chingiana
85. Ilex chiriquensis
86. Ilex chuguangii
87. Ilex chuniana
88. Ilex ciliolata
89. Ilex ciliospinosa
90. Ilex cinerea
91. Ilex cissoidea
92. Ilex clemensiae
93. Ilex clementis
94. Ilex clethriflora
95. Ilex cochinchinensis
96. Ilex cognata
97. Ilex colchica
98. Ilex collina
99. Ilex colombiana
100. Ilex condensata
101. Ilex condorensis
102. Ilex confertiflora
103. Ilex congesta
104. Ilex congonhinha
105. Ilex conocarpa
106. Ilex cookii
107. Ilex corallina
108. Ilex coriacea
109. Ilex cornuta
110. Ilex costaricensis
111. Ilex costata
112. Ilex cowanii
113. Ilex crassifolia
114. Ilex crassifolioides
115. Ilex crenata
116. Ilex cristata
117. Ilex cubana
118. Ilex culminicola
119. Ilex cupreonitens
120. Ilex curranii
121. Ilex cuthbertii
122. Ilex cuzcoana
123. Ilex cymosa
124. Ilex cyrtura
125. Ilex dabieshanensis
126. Ilex danielis
127. Ilex daphnogenea
128. Ilex dasyclada
129. Ilex dasyphylla
130. Ilex davidsei
131. Ilex decidua
132. Ilex dehongensis
133. Ilex delavayi
134. Ilex densifolia
135. Ilex denticulata
136. Ilex dianguiensis
137. Ilex dicarpa
138. Ilex dictyoneura
139. Ilex dimorphophylla
140. Ilex dioica
141. Ilex diospyroides
142. Ilex dipyrena
143. Ilex discolor
144. Ilex diuretica
145. Ilex divaricata
146. Ilex dolichopoda
147. Ilex duarteensis
148. Ilex dugesii
149. Ilex duidae
150. Ilex dumosa
151. Ilex dunniana
152. Ilex editicostata
153. Ilex elliptica
154. Ilex elmerrilliana
155. Ilex embelioides
156. Ilex emmae
157. Ilex engleriana
158. Ilex englishii
159. Ilex eoa
160. Ilex ericoides
161. Ilex estriata
162. Ilex eugeniifolia
163. Ilex euryaeformis
164. Ilex euryoides
165. Ilex excavata
166. Ilex excelsa
167. Ilex fanshawei
168. Ilex farallonensis
169. Ilex fargesii
170. Ilex fengqingensis
171. Ilex ferruginea
172. Ilex ficifolia
173. Ilex ficoidea
174. Ilex floribunda
175. Ilex florifera
176. Ilex flosparva
177. Ilex formosana
178. Ilex forrestii
179. Ilex fortunensis
180. Ilex fragilis
181. Ilex franchetiana
182. Ilex friburgensis
183. Ilex fruticosa
184. Ilex fuertensiana
185. Ilex fukienensis
186. Ilex gabinetensis
187. Ilex gabrielleana
188. Ilex gagnepainiana
189. Ilex gale
190. Ilex gansuensis
191. Ilex gardneriana
192. Ilex geniculata
193. Ilex georgei
194. Ilex glabella
195. Ilex glabra
196. Ilex glaucophylla
197. Ilex glazioviana
198. Ilex gleasoniana
199. Ilex glomerata
200. Ilex godajam
201. Ilex goshiensis
202. Ilex gotardensis
203. Ilex goudotii
204. Ilex graciliflora
205. Ilex grandiflora
206. Ilex grandis
207. Ilex gransabanensis
208. Ilex guaiquinimae
209. Ilex guangnanensis
210. Ilex guaramacalensis
211. Ilex guayusa
212. Ilex guerreroi
213. Ilex guianensis
214. Ilex guizhouensis
215. Ilex gundlachiana
216. Ilex haberi
217. Ilex hainanensis
218. Ilex hanceana
219. Ilex harmandiana
220. Ilex harrisii
221. Ilex havilandii
222. Ilex hayataiana
223. Ilex hemiepiphytica
224. Ilex hicksii
225. Ilex hippocrateoides
226. Ilex hirsuta
227. Ilex holstii
228. Ilex honbaensis
229. Ilex hondurensis
230. Ilex hookeri
231. Ilex huachamacariana
232. Ilex hualgayoca
233. Ilex huiana
234. Ilex hunanensis
235. Ilex huoshanensis
236. Ilex hylonoma
237. Ilex hypaneura
238. Ilex hypoglauca
239. Ilex hyrcana
240. Ilex ignicola
241. Ilex ijuensis
242. Ilex illustris
243. Ilex impressa
244. Ilex integerrima
245. Ilex integra
246. Ilex intermedia
247. Ilex intricata
248. Ilex inundata
249. Ilex jacobsii
250. Ilex jamaicana
251. Ilex jauaensis
252. Ilex jelskii
253. Ilex jenmanii
254. Ilex jiaolingensis
255. Ilex jingdongensis
256. Ilex jingxiensis
257. Ilex jinyunensis
258. Ilex jiuwanshanensis
259. Ilex julianii
260. Ilex juttana
261. Ilex karstenii
262. Ilex karuaiana
263. Ilex kaushue
264. Ilex kelabitana
265. Ilex kelsallii
266. Ilex kengii
267. Ilex keranjiensis
268. Ilex ketambensis
269. Ilex khasiana
270. Ilex kiangsiensis
271. Ilex kinabaluensis
272. Ilex kingiana
273. Ilex kiusiana
274. Ilex knucklesensis
275. Ilex kobuskiana
276. Ilex krugiana
277. Ilex kunmingensis
278. Ilex kunthiana
279. Ilex kusanoi
280. Ilex kwangtungensis
281. Ilex laevigata
282. Ilex lamprophylla
283. Ilex lancilimba
284. Ilex lasseri
285. Ilex latifolia
286. Ilex latifrons
287. Ilex laureola
288. Ilex laurina
289. Ilex laurocensus
290. Ilex ledermannii
291. Ilex leucoclada
292. Ilex liana
293. Ilex liangii
294. Ilex liebmannii
295. Ilex liesneri
296. Ilex lihuaiensis
297. Ilex lilianeae
298. Ilex limii
299. Ilex litseifolia
300. Ilex liukiuensis
301. Ilex loeseneri
302. Ilex lohfauensis
303. Ilex longecaudata
304. Ilex longipes
305. Ilex longipetiolata
306. Ilex longipilosa
307. Ilex longzhouensis
308. Ilex lonicerifolia
309. Ilex loranthoides
310. Ilex loretoica
311. Ilex ludianensis
312. Ilex lundii
313. Ilex maasiana
314. Ilex macarenensis
315. Ilex macbridiana
316. Ilex macfadyenii
317. Ilex machilifolia
318. Ilex maclurei
319. Ilex macrocarpa
320. Ilex macropoda
321. Ilex macrostigma
322. Ilex magnifolia
323. Ilex magnifructa
324. Ilex maguirei
325. Ilex maingayi
326. Ilex makinoi
327. Ilex malabarica
328. Ilex malaccensis
329. Ilex mandonii
330. Ilex manitzii
331. Ilex manneiensis
332. Ilex marahuacae
333. Ilex marginata
334. Ilex marlipoensis
335. Ilex martiniana
336. Ilex matangicola
337. Ilex matanoana
338. Ilex maxima
339. Ilex maximowicziana
340. Ilex medogensis
341. Ilex megaphylla
342. Ilex melanophylla
343. Ilex melanotricha
344. Ilex memecylifolia
345. Ilex mertensii
346. Ilex mesilauensis
347. Ilex metabaptista
348. Ilex micrantha
349. Ilex micrococca
350. Ilex microdonta
351. Ilex microphylla
352. Ilex micropyrena
353. Ilex microsticta
354. Ilex microthyrsa
355. Ilex microwrightioides
356. Ilex miguensis
357. Ilex mitis
358. Ilex montana
359. Ilex mucronata
360. Ilex mucronulata
361. Ilex mucugensis
362. Ilex myricoides
363. Ilex myrtifolia
364. Ilex myrtillus
365. Ilex nanchuanensis
366. Ilex nanningensis
367. Ilex nayana
368. Ilex neblinensis
369. Ilex nemorosa
370. Ilex neocaledonica
371. Ilex neogracilis
372. Ilex neomamillata
373. Ilex neoreticulata
374. Ilex nervosa
375. Ilex nervulosa
376. Ilex nigropunctata
377. Ilex ningdeensis
378. Ilex nipponica
379. Ilex nitida
380. Ilex nitidissima
381. Ilex nothofagifolia
382. Ilex nothophoeboides
383. Ilex nubicola
384. Ilex nuculicava
385. Ilex nummularia
386. Ilex obcordata
387. Ilex oblonga
388. Ilex obtusata
389. Ilex occulta
390. Ilex odorata
391. Ilex oligodonta
392. Ilex oligoneura
393. Ilex oliveriana
394. Ilex omeiensis
395. Ilex opaca
396. Ilex oppositifolia
397. Ilex organensis
398. Ilex ovalifolia
399. Ilex ovalis
400. Ilex owariensis
401. Ilex pachyphylla
402. Ilex palawanica
403. Ilex pallida
404. Ilex paltorioides
405. Ilex paraguariensis
406. Ilex paruensis
407. Ilex parvifructa
408. Ilex patens
409. Ilex pauciflora
410. Ilex paucinervia
411. Ilex paujiensis
412. Ilex pedunculosa
413. Ilex peiradena
414. Ilex pentagona
415. Ilex perado
416. Ilex perlata
417. Ilex permicrophylla
418. Ilex pernervata
419. Ilex pernyi
420. Ilex perryana
421. Ilex petiolaris
422. Ilex phillyreifolia
423. Ilex pingheensis
424. Ilex pingnanensis
425. Ilex poiensis
426. Ilex poilanei
427. Ilex polita
428. Ilex polypyrena
429. Ilex praetermissa
430. Ilex promecophylla
431. Ilex prostrata
432. Ilex psammophila
433. Ilex pseudobuxus
434. Ilex pseudoebenacea
435. Ilex pseudoembelioides
436. Ilex pseudomachilifolia
437. Ilex pseudoodorata
438. Ilex pseudotheezans
439. Ilex pseudoumbelliformis
440. Ilex pseudovaccinium
441. Ilex ptariana
442. Ilex pubescens
443. Ilex pubigera
444. Ilex pubilimba
445. Ilex punctatilimba
446. Ilex pustulosa
447. Ilex pyrifolia
448. Ilex qianlingshanensis
449. Ilex qingyuanensis
450. Ilex quercetorum
451. Ilex quitensis
452. Ilex rarasanensis
453. Ilex renae
454. Ilex retusa
455. Ilex retusifolia
456. Ilex revoluta
457. Ilex rimbachii
458. Ilex robusta
459. Ilex robustinervosa
460. Ilex rockii
461. Ilex rotunda
462. Ilex rubra
463. Ilex rubrinervia
464. Ilex rugosa
465. Ilex rugulosa
466. Ilex rupicola
467. Ilex salicina
468. Ilex sanqingshanensis
469. Ilex sapiiformis
470. Ilex sapotifolia
471. Ilex sarawaccensis
472. Ilex savannarum
473. Ilex saxicola
474. Ilex scabridula
475. Ilex schlechteri
476. Ilex schwackeana
477. Ilex sclerophylla
478. Ilex sclerophylloides
479. Ilex scopulorum
480. Ilex scutiiformis
481. Ilex sebertii
482. Ilex serrata
483. Ilex servinii
484. Ilex sessiliflora
485. Ilex sessilifructa
486. Ilex shennongjiaensis
487. Ilex shimeica
488. Ilex shweliensis
489. Ilex sideroxyloides
490. Ilex sikkimensis
491. Ilex sinica
492. Ilex sipapoana
493. Ilex skutchii
494. Ilex socorroensis
495. Ilex soderstromii
496. Ilex solida
497. Ilex spicata
498. Ilex spinulosa
499. Ilex spruceana
500. Ilex stellata
501. Ilex stenocarpa
502. Ilex stenura
503. Ilex sterrophylla
504. Ilex stewardii
505. Ilex steyermarkii
506. Ilex strigillosa
507. Ilex suaveolens
508. Ilex subcaudata
509. Ilex subcordata
510. Ilex subcoriacea
511. Ilex subcrenata
512. Ilex suber
513. Ilex subficoidea
514. Ilex sublongecaudata
515. Ilex subodorata
516. Ilex subrotundifolia
517. Ilex subrugosa
518. Ilex subtriflora
519. Ilex sugerokii
520. Ilex suichangensis
521. Ilex sumatrana
522. Ilex summa
523. Ilex suprema
524. Ilex suzukii
525. Ilex synpyrena
526. Ilex syzygiophylla
527. Ilex szechwanensis
528. Ilex tadiandamolensis
529. Ilex tahanensis
530. Ilex tamii
531. Ilex tarapotina
532. Ilex tateana
533. Ilex taubertiana
534. Ilex tectonica
535. Ilex tenuis
536. Ilex tepuiana
537. Ilex teratopis
538. Ilex ternatiflora
539. Ilex tetramera
540. Ilex theezans
541. Ilex thyrsiflora
542. Ilex tiricae
543. Ilex tonii
544. Ilex tonkinensis
545. Ilex toroidea
546. Ilex trachyphylla
547. Ilex trichocarpa
548. Ilex trichoclada
549. Ilex trichothyrsa
550. Ilex triflora
551. Ilex truxillensis
552. Ilex tsangii
553. Ilex tsiangiana
554. Ilex tsoi
555. Ilex tsugitakayamensis
556. Ilex tutcheri
557. Ilex uaramae
558. Ilex uleana
559. Ilex umbellata
560. Ilex umbellulata
561. Ilex uniflora
562. Ilex uraiensis
563. Ilex urbaniana
564. Ilex urceolatus
565. Ilex vacciniifolia
566. Ilex valenzuelana
567. Ilex velutina
568. Ilex velutinulosa
569. Ilex venezuelensis
570. Ilex venosa
571. Ilex venulosa
572. Ilex verisimilis
573. Ilex versteeghii
574. Ilex verticillata
575. Ilex vesparum
576. Ilex victorinii
577. Ilex vietnamensis
578. Ilex villosula
579. Ilex virgata
580. Ilex viridis
581. Ilex vismiifolia
582. Ilex vitiensis
583. Ilex vitis-idaea
584. Ilex volkensiana
585. Ilex vomitoria
586. Ilex vulcanicola
587. Ilex walkeri
588. Ilex wallichii
589. Ilex wandoensis
590. Ilex wangiana
591. Ilex warburgii
592. Ilex wardii
593. Ilex wattii
594. Ilex weberlingii
595. Ilex wenchowensis
596. Ilex wenzelii
597. Ilex wightiana
598. Ilex williamsii
599. Ilex wilsonii
600. Ilex wugongshanensis
601. Ilex wuiana
602. Ilex wurdackiana
603. Ilex xiaojinensis
604. Ilex xizangensis
605. Ilex yangchunensis
606. Ilex yanlingensis
607. Ilex yuiana
608. Ilex yunnanensis
609. Ilex yurumanguinis
610. Ilex yutajensis
611. Ilex zeylanica
612. Ilex zhejiangensis
613. Ilex zippeliana
614. Ilex zygophylla